# X Campionat Individual d'Escala i Corda
El X Campionat Individual d'Escala i Corda, desena edició del torneig, tingué lloc entre juny i juliol del 1995 i acabà amb una final inèdita entre Genovés I i Álvaro de Faura coneguda com «la partida del segle».
L'endemà de la mort de Cabanes, À Punt reemeté la final en homenatge.